# Hartmut Voit
Hartmut Voit (* 29. April 1944 in Zakopane) ist ein deutscher Historiker und Geschichtsdidaktiker.
Von 1963 bis 1970 studierte er die Fächer Geschichte, Deutsch, Politische Wissenschaft und Pädagogik an den Universitäten Erlangen-Nürnberg und Kiel. Er absolvierte 1970 das Erste Staatsexamen, anschließend folgte das Studienreferendariat. Er war anschließend Verwalter der Dienstgeschäfte eines Assistenten am Lehrstuhl für Didaktik der Geschichte an der Universität Erlangen-Nürnberg. 1976 erfolgte die Promotion in den Fächern Neuere Geschichte, Politische Wissenschaft und Didaktik der Geschichte. Danach arbeitete er seit 1977 als Assistent, seit 1984 als Lehrbeauftragter für Didaktik der Geschichte. 1987 habilitierte er sich und erwarb die Lehrbefähigung für das Fach Didaktik der Geschichte. Anschließend war er Akademischer Oberrat auf Zeit und Privatdozent, von 1989 bis 1992 Oberassistent und zugleich Studienreferendar. 1990 legte er die Zweite Staatsprüfung für das Lehramt an Gymnasien ab und ging in den Schuldienst. 1991/92 war er Gastdozent des DAAD an den Pädagogischen Hochschulen Dresden und Leipzig sowie an der Universität Leipzig. 1992 arbeitete er als Studienrat für die Fächer Geschichte, Deutsch und Sozialkunde. 1992/93 war er Vertretungsprofessor an der Technischen Universität Dresden. Von 1993 bis 2009 lehrte er als Professor für Neuere und Neueste Geschichte und Didaktik der Geschichte an der Technischen Universität Dresden.
Er war von 2002 bis 2007 Mitherausgeber der Zeitschrift für Geschichtsdidaktik und der Schriften zur Geschichtsdidaktik.

## Schriften (Auswahl)
- Nikolaus Gallus. Ein Beitrag zur Reformationsgeschichte der nachlutherischen Zeit, Degener [in Komm.], Neustadt a.d. Aisch 1977.
- als Bearb.: Geschichtsunterricht in der Grundschule, Bad Heilbrunn 1980.
- Die Bedeutung der „kulturhistorischen Methode“ für die Entwicklung der Geschichtsdidaktik. Untersuchungen zum Werk Albert Richters. Ein Beitrag zur Erforschung des geschichtsdidaktischen Denkens in der zweiten Hälfte des 19. Jahrhunderts, 2 Bde. (= Dortmunder Arbeiten zur Schulgeschichte und zur historischen Didaktik), Studienverlag Brockmeyer, Bochum 1988.
- Geschichte ohne Feindbild? Perspektiven für das historische Lernen in Deutschland nach dem 9. November 1989, Universitäts-Bibliothek Erlangen-Nürnberg, Erlangen 1992.
- mit Bernd Schönemann und Uwe Uffelmann (Hrsg.): Geschichtsbewußtsein und Methoden historischen Lernens, Weinheim 1998.
- mit Bernd Schönemann (Hrsg.): Von der Einschulung bis zum Abitur. Prinzipien und Praxis des historischen Lernens in den Schulstufen (= Schriften zur Geschichtsdidaktik. 14), Idstein 2002.
- mit Bernd Schönemann (Hrsg.): Europa in historisch-didaktischen Perspektiven (= Schriften zur Geschichtsdidaktik. 22), Idstein 2007.